# Enfermedades de la civilización
Las enfermedades de la civilización (también llamadas enfermedades del estilo de vida o del progreso) son un conjunto de enfermedades que se producen con más frecuencia en los países industrializados y cuyo riesgo de contraerlas depende en parte de las condiciones de vida imperantes y la extensión de la esperanza de vida (enfermedades de la longevidad).

## Historia del concepto
El concepto de «enfermedades de la civilización» fue propuesto por primera vez por el médico francés Stanislas Tanchou durante el siglo XIX al encontrar diferencias en la incidencia de cáncer entre el medio rural y el urbano y durante diferentes épocas en la misma ciudad de París (Stefansson, 1960).  Para él el cáncer, como la locura, eran mucho más comunes en las naciones civilizadas (Lewis, 2007, p. 82).

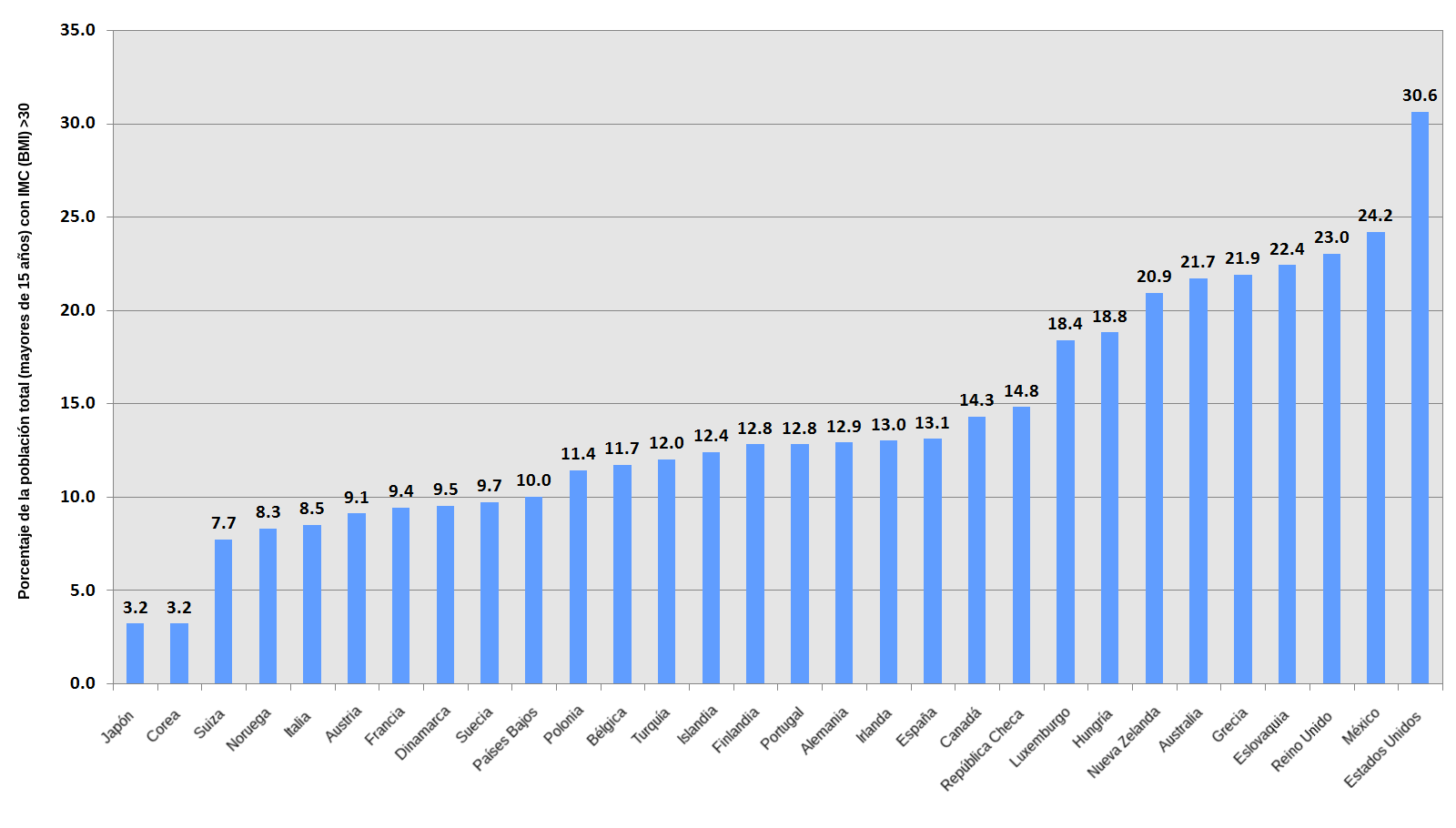
Gráfica comparando los porcentajes de obesidad del total de población en países miembros de la OCDE. Para edades superiores a 15 años y un IMC mayor a 30.

## Factores desencadenantes
<1600 Kcal per cápita al día
     1600–1800 Kcal per cápita al día
     1800–2000 Kcal per cápita al día
     2000–2200 Kcal per cápita al día
     2200–2400 Kcal per cápita al día
     2600–2800 Kcal per cápita al día
     2800–3000 Kcal per cápita al día
     3000–3200 Kcal per cápita al día
     3200–3400 Kcal per cápita al día
     3400–3600 Kcal per cápita al día
Las enfermedades infecto-contagiosas antiguamente conocidas desde la era preindustrial han cedido paso a  enfermedades de tipo crónico-degenerativas (Mestre, 1995, p. 99) debido predominantemente a varios factores importantes, entre los cuales podemos encontrar:
- La revolución verde, la biotecnología, los electrodomésticos y  la transportación motorizada que han propiciado una vida sedentaria, especializada y más longeva con una amplia gama de dietas hipercalóricas fácilmente disponibles.
- Residuos contaminantes o consumo de sustancias nocivas como producto de las actividades o costumbres modernas que son potencialmente dañinos para la salud, como las sustancias adictivas, la contaminación y los carcinógenos.

Cabe mencionar que últimamente ha existido un rebrote de las viejas enfermedades de la era preindustrial debido a la mutación de nuevas cepas bacterianas resistentes a los antibióticos y la aparición de nuevas enfermedades infecciosas sobre todo de tipo viral.

## Tipos de enfermedades
Entre las principales enfermedades de la civilización podemos encontrar:
- Enfermedades metabólicas y endocrinas como la obesidad, la diabetes mellitus tipo 2, el síndrome metabólico y la osteoporosis.
- Enfermedades cardiovasculares como la aterosclerosis, hipertensión arterial, infarto del miocardio y otras cardiopatías.
- Enfermedades nutrimentales y psiquiátricas podemos encontrar a los trastornos alimentarios, los trastornos del estado de ánimo y el abuso de sustancias.
- Otras enfermedades: Cáncer, insuficiencia renal crónica, alergias y asma.

## Críticas
Para los críticos el concepto de las enfermedades de la civilización encierra una construcción ideológica que puede ser rastreada a momentos históricos peculiares (Sánchez, 1998, p. 66).  Clasificada de una postura simplista de descalificación de la vida moderna argumentan que los principales factores patógenos asociados con la dieta y el consumo no están ineludiblemente asociados al progreso, algunas enfermedades son consecuencia lógica del aumento de la esperanza de vida, que la repercusión de los contaminantes es mínima y que algunas enfermedades asociadas al progreso realmente son más abundantes en países subdesarrollados (Sánchez, 1998, p. 68).